# 三木合戦
三木合戦（みきかっせん）は、天正6年3月29日（1578年5月5日）から天正8年1月17日（1580年2月2日）にかけて行われた織田氏と別所氏の合戦。織田家の武将羽柴秀吉が行った播州征伐のうちの1つで、別所氏は播磨三木城（兵庫県三木市）に篭城した。この合戦で秀吉が行った兵糧攻めは、三木の干殺し（みきのひごろし、-ほしごろし）と呼ばれる。
（※以後の日付は特に断りのない限り､すべて旧暦で記す）

## 合戦までの経緯

### 播磨と周辺の情勢
室町時代の播磨は守護赤松氏の領国だったが、嘉吉の乱で没落、後に再興されるものの一族や家臣の台頭を許す。室町後期の戦国時代になると、これらの勢力は半独立状態となって数郡ごとを領し割拠した。別所氏もその1つで、赤松氏の一族であり、東播磨一帯に影響力を持っていた。
周辺国では西の大国毛利氏とその幕下の宇喜多直家、畿内を制しつつある織田信長が勢力を広げており、播磨国内の諸勢力は毛利氏と織田氏の両方と友好関係を結んでいた。この2つの勢力も播磨を緩衝地帯として友好関係を保っていたが、信長に京都から追放された足利義昭や石山本願寺の顕如の要請により、毛利氏は反織田に踏み切る。
播磨国内では、天正5年（1577年）5月に中播磨の御着城主小寺政職が毛利氏と争って旗幟を鮮明にするなど、多くの勢力が織田氏寄りとなる。同年10月、羽柴秀吉が織田氏の指揮官として播磨入りし、宇喜多直家の支配下となっていた西播磨の上月城や福原城などを攻略、上月城の守備に尼子勝久・山中幸盛を入れ、一旦は播磨のほぼ全域が織田氏の勢力下に入る。
しかし、織田・別所間の関係は織田勢による
上月城の虐殺、同月に加古川城で行われた秀吉と別所吉親の会談（加古川評定）で生じた不和などをきっかけに悪化。翌天正6年（1578年）に秀吉は中国地方攻略のため再び播磨入りするが、同年2月、吉親の甥で別所氏当主別所長治が離反し毛利氏側につく。別所氏の影響下にあった東播磨の諸勢力がこれに同調、浄土真宗の門徒を多く抱える中播磨の三木氏や西播磨の宇野氏がこれを支援し、情勢が一変する。長治は三木城に篭城して毛利氏の援軍を待つ方針を決定、三木合戦が開始される。

### 離反の理由
別所氏の離反の理由としては、評定の場で別所氏家臣・三宅治忠の提案が秀吉に一蹴されたということや、織田氏にとって都合よく利用されるだけで播磨一国は秀吉に与えられることになるという声が高まったこと、赤松氏出身という名門意識により出自の低い秀吉の麾下に入ることを快く思わなかったということが挙げられる。また毛利方からの積極的な働きかけも想定され、毛利氏保護下の足利義昭による離反工作の影響も考えられる。一方で2024年2月に、兵庫県立歴史博物館と東京大学史料編纂所による秀吉の信長に宛てた返書の調査結果が発表され「秀吉が東播磨にある別所方の城をいくつか破城したことに、別所方が不満を持って離反した」とする経緯が明らかにされている。

## 三木合戦

### 別所氏の籠城
別所長治が籠城した三木城には、東播磨一帯から約7500人が集まった。この中には、別所氏に同調した国人衆の他に、その家族や浄土真宗の門徒なども含まれており、いわゆる諸篭り（もろごもり）だった。このため多くの兵糧（食料）を必要とし、別所氏にとってはこれが重要な課題となる。合戦中、瀬戸内海の制海権を持つ毛利氏や英賀城の三木通秋などによって兵糧の海上輸送が行われた。別所氏側では、海沿いにある高砂城や魚住城などで兵糧を陸揚げ、主な支城と連携して加古川や山間の道を通って三木城に兵糧を運び込んだ。
これに対し、秀吉は支城攻略の方針を採る。天正6年3月29日に秀吉は三木城包囲を開始、4月1日に別所軍が近辺の細川庄（現在の三木市細川町）領主の下冷泉家当主冷泉為純・為勝父子と別府城の別所重棟を攻撃した（為純父子は討死、重棟は撃退）。4月3日から6日にかけて秀吉軍は支城の1つである南西の野口城を落城させるが、同じ頃に毛利氏の3万の大軍が尼子勝久の上月城を包囲する（上月城の戦い）。秀吉は東播磨での展開を一次中断して4月下旬に上月城東側の高倉山に布陣したが、兵力が少なく毛利軍に手出し出来ず膠着状態になった。5月に信長は嫡男の織田信忠を大将とした2万の軍勢で上月城の救援に向かわせるが、救援軍は三木城の支城包囲が主目的であり、信忠は弟の信雄・信孝らと共に三木城西部の神吉城・志方城・高砂城を包囲、丹羽長秀・滝川一益・明智光秀ら残りの軍勢は秀吉の援護に向かったが、状況打破に繋がらなかった。
膠着状態が続いたため、高倉山の織田軍は三木城攻略を優先して書写山まで撤退、7月には毛利氏が上月城を攻略する。毛利氏の目的が上月城の奪還のみであったためか、補給路が伸びきってしまうのを避けるためか、毛利氏はそれ以上東進しなかった。これを受けて織田軍は東播磨での活動を再開、上月城救援のために派遣した軍勢と信忠の軍勢で6月から10月にかけて神吉城・志方城・魚住城・高砂城を攻略（救援軍は支城陥落後に引き上げる）、三木城に対峙する平井山（三木城の北東約2km）本陣と包囲のための付城を築く。これによって別所氏は補給が困難になる。

### 兵糧の輸送と阻止
ところが10月、織田軍の武将荒木村重が離反し（有岡城の戦い）、毛利氏について有岡城に立てこもった。村重の領国摂津は、三木城から六甲山地を挟んで南側に位置する。これによって、摂津の港で兵糧を陸揚げ花隈城から丹生山を越え三木城へという新たな補給路ができる。秀吉の部将黒田孝高が説得に向かったが、村重に捕らえられ有岡城に幽閉された。孝高の主君小寺政職が村重に呼応したために取った処置とされる。
翌年の天正7年（1579年）2月6日、一応の補給路は確保されているものの、このままでは兵糧不足に陥ることは明らかで、別所氏はこの局面を打開するために秀吉の本陣平井山へ約2500人を出兵する（平井山合戦）。しかし人数、地形共に別所氏に不利な状況であり、別所長治の弟治定が討死するなど別所側の敗戦となる。
5月、秀吉は摂津からの兵糧輸送の中継地点、丹生山明要寺と淡河城を攻略、これによって再び補給が困難となる。6月、反織田の共同戦線の一角、波多野秀治の八上城が明智光秀に落とされ、秀治は捕らえられて処刑された。13日、秀吉の部将竹中重治（半兵衛）が平井山の陣中で没した。
9月10日、毛利氏と別所氏の双方が出兵し、兵糧を三木城に運び込むという作戦が実行される（平田合戦・大村合戦）。毛利氏の補給部隊が秀吉の部将谷衛好が守る三木城西側の平田陣地を攻略して衛好を討ち取り、別所氏側は吉親率いる3000の兵が三木城外の大村付近に出兵する。混戦になるが、別所側は淡河定範や後藤基国など多くの武将が討ち取られ敗戦となり、兵糧の搬入も失敗に終わってしまう。
10月、毛利氏側であった宇喜多直家が離反、毛利氏の本国と播磨・摂津の間が分断され、毛利氏による支援が不可能な状況になる。秀吉は降伏勧告を行うが別所氏は拒否する。11月、共同戦線を張っていた村重の有岡城が織田軍に攻略される。村重は落城前の9月2日に有岡城から脱出、尼崎城・花隈城を転々として抵抗を続けたが、単独で織田軍に対抗出来ず没落への道を辿っていった。
天正8年（1580年）1月、三木城内の食料は既に底をつき「三木の干殺し」状態が続いていた。一方の織田軍は三木城内の支城を攻撃、6日に長治の弟友之が守る宮ノ上砦を、11日に吉親が守る鷹尾山城を攻略、残るは本城のみとなる。14日、織田方に付く別所重宗からの城中への勧告により城主一族の切腹で城兵の命を助けるという条件がでる。別所氏はこれを受け入れ、17日に長治一族が切腹（吉親は抗戦しようとして城兵に殺害）し、1年10ヶ月に及ぶ篭城戦が終了。城兵は助命されたとする史料が残る一方、同時代の羽柴方の書状には、対象を明示せず城内で一定人数を殺害したとする記述があり、戦後措置は実態不明瞭となっている 。有岡城に幽閉されていた黒田孝高は家臣に救出され秀吉と再会、一方の小寺政職は御着城を織田軍に落とされ、毛利氏の元へ落ち延びた。この後孝高は居城姫路城を秀吉に提供、姫路城は秀吉の居城となった。
　

## 参戦武将

### 織田軍
三木城包囲軍
- 羽柴秀吉
- 羽柴秀長
- 竹中重治
- 黒田孝高
- 浅野長政
- 杉原家次
- 前野長康
- 宮部継潤
- 加藤光泰
- 有馬則頼
- 別所重宗
- 谷衛好
- 糟屋武則
- 堀尾吉晴
- 中村一氏
- 仙石秀久

救援軍
- 織田信忠
- 織田信雄
- 織田信孝
- 織田信包
- 丹羽長秀
- 滝川一益
- 明智光秀
- 佐久間信盛
- 荒木村重
- 細川藤孝

### 別所軍
籠城軍
- 別所長治
- 別所友之
- 別所治定
- 別所吉親

支城主
- 長井政重（野口城主）
- 神吉頼定（神吉城主）
- 櫛橋政伊（志方城主）
- 衣笠範景（端谷城主）
- 梶原景行（高砂城主）
- 淡河定範（淡河城主）
- 後藤基信（春日山城主）

## 関連小説
- 司馬遼太郎「雑賀の舟鉄砲」『軍師二人』講談社〈講談社文庫〉、1985年8月。ISBN 978-4061835696。
- 司馬遼太郎「雑賀の舟鉄砲」『言い触らし団右衛門』中央公論社〈中公文庫〉、1993年3月10日。ISBN 978-4122019867。
- 野中信二「武門の意地」『西国城主』光文社〈光文社文庫〉、2000年1月。ISBN 978-4334729424。